# Pantera profumata
La pantera profumata (Panthera redolens, in latino medievale) è un'allegoria diffusa dal 1200 che sta ad indicare la poesia. 
Si pensava, al tempo, che la pantera avesse una bocca assai profumata e così lasciasse una scia dei suoi spostamenti. Ma, per i cacciatori che pensavano a catturarla, era pressoché impossibile trovarla. Quindi ne sentivano il profumo, la scia, ma mai la prendevano. Così per i poeti del Duecento era la poesia.
Per Dante (De vulgari eloquentia, 134-135), invece, rappresenta il volgare illustre, di cui era alla ricerca assiduamente. 
Per Andrea Zanzotto, invece, rappresenta ancora la poesia. In un'intervista del 1981 nelle scuole di Parma, lo stesso Zanzotto afferma, per indicare la difficoltà di fare poesia in un modo standardizzato, che la pantera non si fa prendere neanche per la coda.